# 曼島同性婚姻
马恩岛同性婚姻在2016年7月22日开始合法化。此前曼島民事伴侶法於2011年3月15日簽署成為法律，4月6日生效。